# Miss Mondo Italia 2018
La tredicesima edizione di Miss Mondo Italia si è tenuto al Teatro Italia - Gallipoli di Gallipoli. Conny Notarstefano di Puglia ha incoronato il suo successore Nunzia Amato di Campania alla fine dell'evento. 50 concorrenti hanno gareggiato per la corona.

## Piazzamenti
| Risultato finale       | Concorrente |
| ---------------------- | --- |
| Miss Mondo Italia 2018 | - Campania - Nunzia Amato |
| 2ª Classificata        | - Emilia-Romagna - Veronica Avanzolini |
| Top 5                  | - Emilia-Romagna - Aylin Nica - Lazio - Erica de Matteis - Veneto - Wei Wei Lin |
| Top 10                 | - Friuli-Venezia Giulia - Cler Bosco - Piemonte - Erica Bruna § - Puglia - Cosmary Fasanelli § - Sicilia - Marika Pandolfo § - Veneto - Pamela Valle § |
| Top 20                 | - Basilicata - Floriana Russo - Campania - Erika Lamberti - Campania - Roberto Di Lorenzo - Lazio - Melania Ciano - Liguria - Francesca Licini - Sicilia - Jessica Ienna - Trentino-Alto Adige - Rachele Dorigoni - Trentino-Alto Adige - Araceli Auer - Veneto - Giulia Mazzon - Veneto - Valeria Faccin |

§ – classificato Top 20 via eventi di Fast Track.

## Eventi di Fast Track
I vincitori degli eventi di Fast Track sono diventati i semi finalisti di Miss Mondo Italia 2018
| Eventi di Fast Track | Vincitori                    |
| -------------------- | ---------------------------- |
| Miss Sport           | - Veneto - Pamela Valle      |
| Miss Model           | - Piemonte - Erica Bruna     |
| Miss Beauty Beach    | - Sicilia - Marika Pandolfo  |
| Miss Talent          | - Puglia - Cosmary Fasanelli |

## Titoli speciali
| Titoli speciali             | Vincitori                       |
| --------------------------- | ------------------------------- |
| Miss Vitality´s             | - Emilia-Romagna - Aylin Nica   |
| Miss Gilcagne´              | - Veneto - Wei Wei Lin          |
| La Miss del Web by Agricola | - Campania - Roberto Di Lorenzo |
| Miss Social Urbanart        | - Sicilia - Jessica Ienna       |
| Miss Caroli Hotels          | - Toscana - Alice Quattrini     |
| Miss Lastampa.It            | - Umbria - Alessandra Tassi     |
| Miss Mondo Cinema           | - Veneto - Beatrice Gasparini   |

## Le concorrenti
Tutti i 50 delegati sono stati confermati:
| No. | Regione               | Concorrente         | Età | Città                 |
| --- | --------------------- | ------------------- | --- | --------------------- |
| 1   | Campania              | Roberto Di Lorenzo  |     |                       |
| 2   | Veneto                | Pamela Valle        | 20  | Thiene                |
| 3   | Sicilia               | Agata Bongiovanni   |     | Siracusa              |
| 4   | Umbria                | Vittoria Colicchio  | 20  | Cesena                |
| 5   | Toscana               | Alice Quattrini     | 17  | Pisa                  |
| 6   | Trentino-Alto Adige   | Araceli Auer        | 17  | Lagundo               |
| 7   | Emilia-Romagna        | Aylin Nica          |     |                       |
| 8   | Veneto                | Wei Wei Lin         | 17  | Montebelluna          |
| 9   | Calabria              | Francesca Mandarano |     |                       |
| 10  | Trentino-Alto Adige   | Emily de Nando      | 21  |                       |
| 11  | Campania              | Erika Lamberti      |     |                       |
| 12  | Basilicata            | Floriana Russo      |     |                       |
| 13  | Emilia-Romagna        | Marialaura de Vitis |     |                       |
| 14  | Puglia                | Cosmary Fasanelli   | 17  | Brindisi              |
| 15  | Friuli-Venezia Giulia | Cler Bosco          | 20  | Trieste               |
| 16  | Lazio                 | Erica de Matteis    |     |                       |
| 17  | Sicilia               | Marika Sette        | 17  | Patti                 |
| 18  | Basilicata            | Emilia Paolicelli   |     |                       |
| 19  | Sicilia               | Marika Pandolfo     | 22  | Nicosia               |
| 20  | Piemonte              | Erica Bruna         | 24  | Villafranca Piemonte  |
| 21  | Umbria                | Alessandra Tassi    | 22  | Fossato di Vico       |
| 22  | Lazio                 | Melania Ciano       |     |                       |
| 23  | Emilia-Romagna        | Fabiana Mondo       |     |                       |
| 24  | Campania              | Nunzia Amato        | 21  | San Gennaro Vesuviano |
| 25  | Liguria               | Francesca Licini    |     | Genova                |
| 26  | Emilia-Romagna        | Elis Mati           |     |                       |
| 27  | Veneto                | Giulia Mazzon       |     |                       |
| 28  | Veneto                | Valeria Faccin      | 21  | Montebello Vicentino  |
| 29  | Sicilia               | Angela Sette        | 17  | Patti                 |
| 30  | Basilicata            | Rosa Fariello       |     |                       |
| 31  | Sicilia               | Jessica Ienna       | 25  | Palermo               |
| 32  | Trentino-Alto Adige   | Rachele Dorigoni    | 20  |                       |
| 33  | Campania              | Francesca Giordano  |     |                       |
| 34  | Emilia-Romagna        | Veronica Avanzolini |     | Bologna               |
| 35  | Trentino-Alto Adige   | Giada Angeli        | 17  | Pergine Valsugana     |
| 36  | Sardegna              | Naomi Loi           |     | Olbia                 |
| 37  | Abruzzo               | Iris Habazaj        | 17  | L'Aquila              |
| 38  | Emilia-Romagna        | Virginia Avanzolini |     |                       |
| 39  | Veneto                | Irene Bevilacqua    | 17  | San Giovanni Ilarione |
| 40  | Calabria              | Fatima Ounnas       |     |                       |
| 41  | Campania              | Maria Moretti       |     |                       |
| 42  | Piemonte              | Noemi Di Deco       |     |                       |
| 43  | Calabria              | Laura Bauleo        |     |                       |
| 44  | Veneto                | Beatrice Gasparini  | 17  | Trebaseleghe          |
| 45  | Piemonte              | Martina Mirandola   |     |                       |
| 46  | Lazio                 | Valentina Pesaresi  |     |                       |
| 47  | Umbria                | Asia Carrazza       | 17  | Città di Castello     |
| 48  | Lazio                 | Angelica Persichini |     |                       |
| 49  | Campania              | Morena Pappalardo   |     | Salerno               |
| 50  | Lombardia             | Marialaura Caccia   | 19  | Busto Arsizio         |